# ブラザーフッド (テレビドラマ)
ブラザーフッド（原題:Brotherhood）は、アメリカ合衆国のドラマシリーズ。ショータイムで2006年から2008年12月21日まで放送された。ブレイク・マスターズの原案。全3シーズン29話。
日本ではサスペンスシアター FOXCRIMEで2007年から放送している。

## キャスト
- ジェイソン・アイザックス：マイケル・カフィー
- ジェイソン・クラーク：トミー・カフィー
- フィオヌラ・フラナガン：ローズ・カフィー
- アナベス・ギッシュ：アイリーン・カフィー